# 11709 Eudoxos
11709 Eudoxos eller 1998 HF20 är en asteroid i huvudbältet som upptäcktes den 27 april 1998 av den italiensk-amerikanske astronomen Paul G. Comba vid Prescott-observatoriet. Den är uppkallad efter den grekiske matematikern och astronomen Eudoxos.
Asteroiden har en diameter på ungefär 4 kilometer.